# Södra Bråta (naturreservat)
Södra Bråta är ett naturreservat i Ydre kommun i Östergötlands län.
Området är naturskyddat sedan 2007 och är 47 hektar stort. Reservatet omfattar inägor och skog till gården Södra Bråta. Reservatet består av ängar och hagar och en skog som skall utvecklas till betesskog. 